# Primera División (Uruguay) 1933
Die Saison 1933 der Primera División war die 30. Spielzeit (die 2. der professionellen Ära) der höchsten uruguayischen Spielklasse im Fußball der Männer, der Primera División.
Die Primera División bestand in der Meisterschaftssaison des Jahres 1933 aus zehn Vereinen, deren Mannschaften in den insgesamt 135 Meisterschaftsspielen jeweils dreimal aufeinandertrafen. Es fanden 27 Spieltage statt. Die Ausspielung der Meisterschaft erstreckte sich bis in den November 1934. Nachdem in der Abschlusstabelle nach dem 27. Spieltag Nacional Montevideo punktgleich mit Peñarol Montevideo an der Tabellenspitze lag, wurden drei Entscheidungsspiele zwischen den Teams der beiden Klubs ausgetragen, um den Uruguayischen Meister des Jahres 1933 zu ermitteln.
Die am 27. Mai 1934 und am 2. September 1934 im Estadio Centenario angesetzten Begegnungen endeten jeweils mit einem torlosen Unentschieden. Die erste Partie vor 42.000 Zuschauern wurde dabei zunächst wegen der einbrechenden Dunkelheit von Ersatz-Schiedsrichter Luis Scandroglio abgebrochen, nachdem zuvor in der 71. Spielminute die Nacional-Spieler José Nasazzi, Ulises Chifflet und Juan Miguel Labraga nach einem umstrittenen Tor für Peñarol durch Braulio Castro und anschließender Auseinandersetzung mit dem Schiedsrichter, der die Spielleitung in der Folge nicht fortsetzen konnte, des Feldes verwiesen worden waren. Nach dem Spielabbruch wurde im Nachgang sowohl das Tor als auch der Feldverweis für Chifflet durch die Liga-Kommission annulliert. Die noch ausstehenden 20 Minuten zuzüglich zweier insgesamt 60 Minuten betragenden Verlängerungen trug man am 25. August 1934 vor leeren Rängen aus.
Im regulären zweiten Finalspiel Am 2. September 1934 führte auch die erneute zweimalige Verlängerung um insgesamt eine Stunde ebenfalls zu keinem Torerfolg eines der beiden Kontrahenten. Das dritte Finalspiel entschied sodann am 18. November 1934 vor 35.000 Zuschauern Nacional Montevideo mit 3:2 zu seinen Gunsten. Alle drei Tore für die von Américo Szigeti trainierten "Bolsos", die sich damit den Meistertitel sicherten, schoss Héctor Castro. Für die von Leonardo De Lucca betreuten "Aurinegros" trafen Braulio Castro und Juan Pedro Arremón. Ein Absteiger wurde in jener Saison nicht ermittelt. Torschützenkönig wurde mit 33 Treffern Juan Pedro Young.

## Jahrestabelle
| Pl. | Verein                    | Sp. | S  | U | N  | Tore    | Diff. | Punkte |
| --- | ------------------------- | --- | -- | - | -- | ------- | ----- | ------ |
| 1.  | Nacional Montevideo       | 27  | 20 | 6 | 1  | 056:100 | +46   | 46     |
| 1.  | Peñarol Montevideo (M)    | 27  | 21 | 4 | 2  | 077:180 | +59   | 46     |
| 3.  | Rampla Juniors            | 27  | 14 | 4 | 9  | 039:290 | +10   | 32     |
| 4.  | Montevideo Wanderers      | 27  | 11 | 9 | 7  | 039:360 | +3    | 31     |
| 5.  | Club Atlético Defensor    | 27  | 12 | 5 | 10 | 050:390 | +11   | 29     |
| 6.  | Sud América               | 27  | 9  | 7 | 11 | 030:400 | −10   | 25     |
| 7.  | River Plate               | 27  | 6  | 6 | 15 | 019:450 | −26   | 18     |
| 8.  | Racing Club de Montevideo | 27  | 4  | 7 | 16 | 029:580 | −29   | 15     |
| 9.  | Central                   | 27  | 4  | 6 | 17 | 033:630 | −30   | 14     |
| 10. | Bella Vista               | 27  | 6  | 2 | 19 | 027:610 | −34   | 14     |

| (M) | Meister der vorangegangenen Saison |

## Play-off-Finalspiele um die Meisterschaft
- 1. Spiel: Nacional Montevideo - Peñarol Montevideo 0:0
- 2. Spiel: Nacional Montevideo - Peñarol Montevideo 0:0
- 3. Spiel: Nacional Montevideo - Peñarol Montevideo 3:2